# Laudulphe d'Évreux
Pour les articles homonymes, voir Loul (homonymie).
Saint Laudulphe, évêque d'Évreux (considéré comme le sixième) en Normandie à la fin du VIe siècle (≈ 585-600). Clerc attaché au service de la cathédrale d'Évreux. Vit ensuite en ermite à Bérengeville-la-Rivière (diocèse d’Évreux) dans une grotte. Se rendant un matin à l’office à Notre-Dame-la-Ronde à Évreux (alors église-cathédrale) il est choisi pour succéder à l’évêque Viator d’Évreux qui vient de mourir. Il découvrit le corps de saint Taurin, premier évêque d'Évreux (cette découverte du corps d'un saint, ces reliques, est appelée « invention », du verbe latin inventio, action de trouver). Il construisit alors sur ce lieu une basilique en l'honneur de saint Martin et une communauté s'y installa ; il semblerait que ce soit là le monastère primitif qui donna par la suite l'abbaye Saint-Taurin d'Évreux. C'est là qu'il fut enterré. Ses reliques rejoignirent ensuite celle de saint Taurin dans une châsse. Il est fêté le 13 août dans le diocèse d'Évreux. Il porte parfois le nom de Laud, Loul ou Landulfe.

## Liens
- Évêchés de Normandie
- Évêché d'Évreux
- Liste des évêques d'Évreux
- Chavigny-Bailleul : église Saint-Loup